# 32e cérémonie des Filmfare Awards
La 32e cérémonie des Filmfare Awards s'est déroulée en 1985 à Bombay en Inde.

## Palmarès
| Catégorie                                 | Lauréat |
| ----------------------------------------- | --- |
| Meilleur film                             | Sparsh - produit par Basu Bhattacharya - réalisé par Sai Paranjape - avec Shabana Azmi, Naseeruddin Shah et Sudha Chopra |
| Meilleur réalisateur                      | Sai Paranjape (Sparsh)                                                                                                   |
| Meilleur acteur                           | Anupam Kher (Saaransh)                                                                                                   |
| Meilleure actrice                         | Shabana Azmi (Bhavna) |
| Meilleur acteur dans un second rôle       | Anil Kapoor (Mashaal) |
| Meilleure actrice dans un second rôle     | Aruna Irani (Pet Pyaar Aur Paap)                                                                                         |
| Meilleure prestation dans un rôle comique | Ravi Baswani (Jaane Bhi Do Yaaro)                                                                                        |
| Meilleur compositeur                      | Bappi Lahiri (Sharaabi)                                                                                                  |
| Meilleur parolier                         | Hasan Kamal pour « Aaj Ki Awaaz » (Aaj Ki Awaaz)                                                                         |
| Meilleur chanteur de playback             | Kishore Kumar pour « Manzilein Apni Jaga » (Sharaabi)                                                                    |
| Meilleure chanteuse de playback           | Anupama Deshpande pour « Sohni Chanaab De » (Sohni Mahiwal)                                                              |
| Meilleure histoire                        | Mahesh Bhatt (Saaransh)                                                                                                  |
| Meilleur scénario                         | Mrinal Sen (Khandhar) |
| Meilleurs dialogues                       | Sai Paranjape (Sparsh)                                                                                                   |
| Meilleure photographie                    | P.L. Raj (Jaag Utha Insan)                                                                                               |
| Meilleure direction artistique            | Madhukar Shinde (Saaransh)                                                                                               |
| Meilleur son                              | Barmanand Sharma (Sohni Mahiwal)                                                                                         |
| Meilleur montage                          | M.S. Shinde (Sohni Mahiwal)                                                                                              |

## Récompenses des critiques
| Catégorie     | Lauréat              |
| ------------- | -------------------- |
| Meilleur film | Damul de Prakash Jha |